# Eluma tuberculata
Eluma tuberculata là một loài chân đều trong họ Armadillidiidae. Loài này được Cruz miêu tả khoa học năm 1991.